# Король и Шут
«Король и Шут» (сокращённо «КиШ») — советская и российская хоррор-панк-группа из Санкт-Петербурга.
Группа была образована в Ленинграде в 1988 году. После смерти её лидера и одного из основателей Михаила Горшенёва 19 июля 2013 года выступает только в рок-мюзикле TODD.
Выделяется своим необычным для классического панк-рока стилем. Песни группы представляют собой небольшие законченные истории, часто в фэнтезийном, мистическом, а также историческом и ужасающем ключе. Сценический имидж группы постоянно менялся и часто включал в себя грим, соответствующий тематике песен. В прессе группа неоднократно обозначалась как «культовая».
Изначально преобладающий в музыкальной составляющей ритмичный хоррор-панк со временем вышел за границы стиля и вобрал в себя множество музыкальных элементов: фолк-рок («Акустический альбом»), арт-панк («Театр демона»), хардкор-панк («Бунт на корабле»), хард-рок («Как в старой сказке») и многие другие. На раннем этапе сильное влияние на группу оказали The Beatles. За 26 лет своего существования группа выпустила 12 студийных альбомов, 2 сборника и 5 концертных альбомов.

## История

### Первые годы (1988—1995)
В 1988 году в Ленинграде у троих одноклассников — Михаила «Горшка» Горшенёва, Александра «Поручика» Щиголева и Александра «Балу» Балунова — возникла идея создания группы. Так появился проект с названием «Контора», который был ориентирован на игру в стиле «панк-рок» с соответствующими текстами и музыкой.
Знакомство Михаила Горшенёва с Андреем «Князем» Князевым произошло в 1989 году в реставрационном училище Ленинграда. Они проходили практику в Эрмитаже, где получили работу, закончив училище. Эрмитаж выделил реставраторам мастерскую на Миллионной улице, где они организовали первую репетиционную точку группы «Король и Шут». Год спустя знакомство кардинально изменило концепцию группы. Князев пишет на музыку тексты, представляющие собой разнохарактерные мини-истории, в основе которых лежат сюжеты из русского фольклора, фэнтези, мифов и легенд. Большинство историй носит характер «страшных сказок», иные — юмористичный, шутливый оттенок.
Название «Король и Шут» группа взяла в 1990 году. До этого времени на обсуждение музыкантами выносились такие варианты, как «Зарезанный одуванчик», «Армагеддон», «Апокалипсис» и «Король Шутов», из которых последний и лёг в основу официального названия.
В 1991—1992 годах на студии были записаны первые несколько песен группы: «Мёртвая женщина», «Охотник», «Король и Шут», «В долине болот», две из которых — «Охотник» и «В долине болот» — прозвучали по радио. Это был первый радиоэфир начинающей группы «Король и Шут». Первый раз перед публикой группа выступила в 1992 году в здании закрывшегося ленинградского рок-клуба на улице Рубинштейна, 13.
В то же время группа задумалась о том, чтобы записаться на профессиональной студии. Они познакомились с хозяином заведения Михаилом Колчугиным. Записали четыре песни: «В долине болот», «Мёртвая земля», «Ауфидерай», «История о мёртвой женщине».
В 1992 году в школе ритма Игоря Голубева, располагавшейся в здании Ленинградского рок-клуба на Рубинштейна 13, состоялось первое публичное выступление «Короля и Шута». Именно с этого момента группа «Король и Шут» ведёт своё летоисчисление.
В это же время группа записывает пять песен в студии Михаила Кольчугина: «Заскучал король», «Охотник», «Песня на английском», «Свечи гаснут», а названия пятой не было, но в будущем из неё получится песня «Возвращение колдуна».
В 1993 году группа «Король и Шут» записала свой первый электрический магнитоальбом — «Истинный убийца» в студии Михаила Кольчугина.
Группа записала 10 песен. За ударные сел младший брат Михаила Алексей Горшенёв, а за клавишные и на бэк-вокале — Дмитрий Рябченко. Вскоре после этого альбома Князь стал реже играть на бас-гитаре и перешёл на вокал. А бас-гитару взял Рябчик. Альбом никогда до 2018 официально не издавался, а до этого времени плёнка передавалась фанатами.
С 1993 года «Король и Шут» иногда выступали в клубе «Там-Там», популярном в неформальных кругах того времени. Вскоре у группы появляется директор «Лысый»[кто?].В тот период группа впервые выступает в Москве.
В 1994 году в студии Михаила Кольчугина был записан неофициальный альбом «Будь как дома, путник…». Многие песни из этого альбома — это перезапись старых песен, но с более чистым звуком и профессиональными аранжировками. За ударные снова сел Поручик, но другие участники коллектива не были довольны его работой. С барабанами помог «Денс» Денис Можин. А сам альбом, который вышел ограниченным тиражом только на кассетах, долгое время считался среди поклонников раритетом.

### Начало популярности (1996—2000)
В 1996 году к «Королю и Шуту» присоединился гитарист Яков Цвиркунов, благодаря которому аранжировки композиций и гитарное звучание группы вышли на качественно новый, профессиональный уровень.
О «Короле и Шуте» была снята получасовая передача «Белая полоса», которая неоднократно транслировалась в эфире петербургского телевидения. Результатом съёмок этой программы стали четыре малобюджетных клипа на песни «Дурак и молния», «Внезапная голова», «Садовник» и «Блуждают тени». В этом году вышел в свет первый номерной альбом «Камнем по голове», записанный на студии «Мелодия». В том же году «Короля и Шута» пригласили выступить на крупном фестивале «Наполним небо добротой», организованном группой «ДДТ», а также принять участие в фестивалях, проходивших в московском ДК имени Горбунова и петербургском ДС «Юбилейный» с такими зарубежными панк-группами, как The Toy Dolls, The Stranglers, The Exploited.
В 1997 году вышел второй альбом под названием «Король и Шут», который состоял из качественно записанных песен, входивших ранее в состав альбома «Будь как дома, путник…» (первоначальное название было возвращено альбому в 2000 году, после переиздания). Осенью того же года в группу был приглашён звукорежиссёр — Павел Сажинов.
В 1998 году на студии «Мелодия» был записан «Акустический альбом», высоко оценённый музыкальными критиками за неординарность и редкую для панк-рок групп изобретательность в аранжировках. В записи приняли участие фолк-певица Марина Капуро, скрипачки Мария Бессонова, а также Мария Нефёдова, позже присоединившаяся к составу группы. Песня «Прыгну со скалы» принесла группе признание, моментально взлетев в чартах и впоследствии продержавшись на вершине хит-парада «Нашего радио» рекордный срок. С тех пор эта композиция стала одной из визитных карточек группы.
В апреле 1998 года «Король и Шут» выступали на фестивале, учреждённом журналом Fuzz.
Летом того же года был снят первый профессиональный клип на песню «Ели мясо мужики» (режиссёр — Борис Деденёв). Трансляция клипа на MTV совместно с ротацией песни на радио приносит «Королю и Шуту» всероссийскую известность.
20 февраля 1999 группа впервые собрала ДС «Юбилейный» в Петербурге на свой сольный концерт, выступая ранее на площадках такого уровня лишь в рамках фестивалей.
Тогда же «Король и Шут» заключили контракт с лейблом «ОРТ-Рекордс», который способствовал изданию «Акустического альбома» за пределами Москвы и Санкт-Петербурга.
Компанией «Бомба-Питер» был издан концертный альбом «Ели мясо мужики», записанный в петербургском клубе «Спартак». Из видеоматериалов этого выступления и концерта в ДС «Юбилейный» был сделан клип на песню «Охотник».
В 2000 году вышел в свет очередной номерной альбом — «Герои и Злодеи», к записи которого были привлечены именитые музыканты российской рок-сцены: Сергей «Чиж» Чиграков («Чиж & Co»), Александр Гордеев («Разные Люди») и Максим «Йорик» Юрак («Пилот»).
«Король и Шут» приняли участие в трибьюте группы «Кино» — «КИНОпробы», специально для чего записывают кавер-версию песни Виктора Цоя «Следи за собой». Благодаря этому проекту в группе появился второй гитарист — Александр Леонтьев, привлекавшийся ранее в качестве сессионного музыканта. На тот момент Леонтьев играл в группе Алексея Горшенёва «Кукрыниксы».
Летом того же года команда впервые выступала на двух крупнейших московских летних open-air фестивалях: «НАШЕствие» и «Крылья». В мае 2000 года на канале НТВ была снята программа Дмитрия Диброва «Антропология», посвящённая «Королю и Шуту», где они приняли непосредственное участие.[когда?].

### Пик популярности (2001—2003)
Весной 2001 года группа отметила 10-летие. К юбилею «Король и Шут» выпустили сборник своих лучших песен — «Собрание», а также провели тур с концертами во всех крупных городах европейской части России, Сибири и Беларуси. В рамках тура группа выступила с концертами в ДС «Юбилейный» (Санкт-Петербург) и на малой арене стадиона «Лужники» (Москва).
13 июля 2001 года совместно с группами «Алиса» и «Ария» «Король и Шут» выступили в Зелёном театре Парка им. Горького в стартовавшем концертном проекте «Пятница, 13».
Группа заключила контракт на выпуск следующих трёх альбомов с компанией «Мистерия звука».
15 декабря 2001 года в «Лужниках» состоялась презентация альбома «Как в старой сказке». Песня «Проклятый старый дом» с этого альбома на протяжении полугода занимала первое место в хит-параде «Нашего радио» «Чартова дюжина», видеоклип на эту композицию имел ротацию на каналах MTV и МУЗ-ТВ.
В начале 2002 года группа «Король и Шут» была удостоена премии «Побоroll» от «Нашего радио» в номинации «Выбор слушателей», а в апреле того же года по опросам журнала Fuzz была признана лучшей группой 2001 года. Ещё одну музыкальную премию — «Овация» — группа получила в мае 2002 года в номинации «Лучшая рок-группа года».
25 мая 2002 группа впервые дала концерт за пределами СНГ, в Тель-Авиве, Израиль. «Король и Шут» фактически[как?] беспрерывно гастролировали по городам России, играя до 30 концертов в месяц.
11 августа 2002 года на фестивале «Нашествие» «Король и Шут» предстали в статусе хедлайнеров при аудитории в почти 200 тысяч человек. В шоу было представлено готическое факельное шествие, декорация изображавшая «Старый дом», и вылетающие чёрные вороны.
В октябре 2002 года вышел альбом «Жаль, нет ружья», синглы с которого — «Мёртвый анархист» и «Медведь» — долгое время занимали верхние позиции теле- и радио-хит-парадов. Новая концертная программа была представлена в столичном дворце спорта «Лужники» двумя аншлаговыми концертами подряд. По материалам этих концертов были выпущены DVD, CD, VHS и MC версии выступления, получившие название «Мёртвый анархист». В декабре «Король и Шут» стали хедлайнерами очередного фестиваля «Пятница 13», прошедшего в «Лужниках».
В феврале 2003 года компания «Мистерия звука» выпустила вторую часть трибьюта группы «Гражданская Оборона», для которого «Король и Шут» записали кавер на песню Егора Летова «Мне насрать на моё лицо».
В марте того же года в рамках шоу «Бойцовский клуб», в котором музыканты разных стилевых направлений состязались друг с другом в настоящих боксёрских поединках, на ринге сошлись «Король и Шут» и группа «На-На».
В гастрольный список группы к Украине и Беларуси теперь добавились города Казахстана, Молдовы, Прибалтики.
В июне 2003 года в Санкт-Петербурге состоялось открытие «фирменного» рок-клуба — «Старый дом». «Король и Шут» участвовали в создании и оформлении площадки, в нём же репетировали и часто давали концерты. В «Старом доме» выступали разномастные российские рок-группы, проходили отборочные туры фестиваля «Окна открой!», играли британские рокеры Goldblade и метал-команды[какие?] из Финляндии. Два года спустя клуб был закрыт по финансовым причинам.
При поддержке «Нашего радио» вышел релиз «Попса» под эгидой так называемой «Рок-группы», в состав которой вошли Юрий Шевчук («ДДТ»), Александр Чернецкий («Разные Люди»), Илья Чёрт («ПилОт») и Алексей Горшенёв («Кукрыниксы»). Лидеры группы «Король и Шут» Горшенёв и Князев в рамках релиза участвовали в записи песен «Кошка» и рок-манифеста «Попса» группы «Бригадный Подряд».
В том же году «Король и Шут» впервые выступили с гастролями в Америке, Израиле и Финляндии.
А 18 декабря в СК «Олимпийский» (Москва) группа отыграла масштабный трёхчасовой концерт, впоследствии изданный на VHS и DVD.

### Смутное время (2004—2006)
В начале 2004 года скрипачка Мария Нефёдова приняла решение покинуть коллектив в связи с переездом в Америку.
В том же 2004 году «Король и Шут» выпустили свой самый жёсткий по звучанию, выдержанный в стилистике хардкор-панка альбом «Бунт на корабле», в записи которого приняли участие Александр «Рикошет» Аксёнов («Объект Насмешек») и Евгений Федоров («Tequilajazzz»). После выхода «Бунта на корабле» режиссёром Валерием Хаттиным (автором видео «Проклятый старый дом») был снят клип на песню «Месть Гарри».
Директором группы стал Вячеслав Батогов, являвшийся также директором группы «Алиса», что в дальнейшем способствовало созданию совместных творческих проектов двух коллективов.
В 2005 году на свет появились сразу два индивидуальных детища фронтменов «Короля и Шута»: Горшенёв выпустил сольный альбом «Я Алкоголик Анархист», состоящий из кавер-версий песен панк-группы «Бригадный Подряд» и записанный с целью благотворительной поддержки музыканту Николаю Михайлову. Князев выпустил мелодичный акустический альбом «Любовь негодяя», в работе над которым приняли участие музыканты группы «Аквариум» — Олег Шар и Владимир Кудрявцев, Сергей Янсон из «Хоронько-оркестра», Сергей Чиграков, вокалистка Юлия Худякова, а также скрипач группы Dominia — Дмитрий Ришко.
В поддержку обоих альбомов были даны концерты в Москве и Санкт-Петербурге. На песню «Соловьи» из альбома «Я Алкоголик Анархист» был снят клип, за который Михаил Горшенёв в апреле 2006 года получил премию «Fuzz» в категории «Лучшее видео».
30 апреля группа «Король и Шут» выступила с концертной программой «Северный флот». В июне канал MTV пригласил группу в программу «Полный контакт», где их «соперниками» становится группа «Пилот». На федеральном канале ТВЦ прошёл показ программы «Кухня. Открытый проект», в которой «Король и Шут» отыграли несколько композиций в акустическом варианте.
На телеканале СТС вышла программа Тины Канделаки «Детали» с участием Горшенёва и Князева. В сентябре группа отправляется в очередной гастрольный тур по Дальнему Востоку. В конце 2005 года «Король и Шут» записали кавер-версию песни «Я устал» для трибьюта группе «НАИВ».

### Смена состава (2006—2007)
14 января 2006 года группа планировала отметить 15-летие концертом в СК «Олимпийский», но группе было уже больше 15 лет, и этот концерт стал одним из рядовых концертов в «Олимпийском», совместно с Ришко. Было решено отметить юбилей под названием «Король и Шут», ведь группе под этим названием исполнялось 15 лет. Поэтому в январе переиздали альбом «Страшные истории. том 1» в честь 15-летия, с бонусными видеозаписями.
2006 год ознаменовался серьёзными изменениями в составе группы: 24 января 2006 года Александр Леонтьев принял решение уйти из группы, чтобы заняться сольным творчеством. В связи с этим группа объявила о поиске нового музыканта. 31 января 2006 года Александр Балунов также принял решение уйти в бессрочный отпуск, после чего Александр Леонтьев решил пересмотреть свое решение об уходе и остаться в составе. Александр Леонтьев заменил Александра Балунова на бас гитаре и отыграл 3 февраля на фестивале «Чартова дюжина» и 13 февраля на концерте памяти Башлачёва, но в конце февраля принял окончательное решение об уходе из группы. Вакантное место бас-гитариста получил Дмитрий Кандауров, который быстро освоил репертуар «Короля и Шута», чем помог избежать отмены концертов во многих городах. Однако напряжённый гастрольный график оказался препятствием для дальнейшего сотрудничества с Дмитрием. Так новым утверждённым бас-гитаристом стал Сергей Захаров, имевший за плечами опыт игры во множестве музыкальных коллективов.
В разгар фестивального лета 2006 года к группе присоединился техник Аркадий Савельев. На вакантное место скрипача был приглашён Дмитрий Ришко, отлично зарекомендовавший себя во время работы над сольным альбомом Князева. Какое-то время Ришко выступает с группой сессионно, но затем окончательно закрепляется в составе. В эфире «Нашего радио» стартует песня «Марионетки», написанная специально к 15-летию группы и моментально взлетевшая на вершину «Чартовой дюжины».
В июне 2006 года Горшенёв и Князев вместе с другими рок-музыкантами приняли участие в записи песни Константина Кинчева («Алиса») под названием «Рок-н-ролл».
В том же году гитарист группы Яков Цвиркунов получил статус официального эндорсера Gibson в России.
«Король и Шут» вновь отправляются с гастролями в США, где выступают на фестивале «Штопор», а также дают сольный концерт в Сан-Франциско. Насыщенные гастроли по городам России стали привычными и неизменно проходят при полных залах. На фестивалях Москвы и Санкт-Петербурга «Король и Шут» — постоянные гости, неизменно выступающие в роли хедлайнеров.
Желание группы дополнить концерты декоративными элементами — пиротехникой и видеорядом — получило реализацию благодаря приглашению Дмитрия Райдугина на должность художника по свету. С этого времени концерты «Короля и Шута» стали полноценными шоу, в которых у музыкантов появилась возможность полноценно развернуться в передаче «сюжетности» песен.
В эфире «Нашего Радио» звучит кавер-версия песни «Уроки панк-рока» группы «Бригадный Подряд», записанная ими совместно с Михаилом Горшенёвым и Александром Ивановым («НАИВ»).
В сентябре на премии MTV Russia Music Awards состоялось выступление «Короля и Шута» в обновлённом составе.
В Германии той же осенью прошли съёмки видеоклипа на песню «Ром» к новому альбому «Продавец кошмаров», который был выпущен в декабре 2006 года Фирмой грамзаписи «Никитин». В записи альбома принимали участие Лена Тэ (виолончель) и духовой квартет SpitFire. В эфире «Нашего радио» звучали сразу пять песен из шестнадцати представленных на диске.
В новогоднюю ночь (с 2006 на 2007 год) «Король и Шут» подготовили радиопостановку известной сказки «Морозко», озвученную Горшенёвым и Князевым. Эксперимент привёл к решению записать целый цикл зловещих историй. В августе 2007 года вышла аудиосборник «Страшные сказки», в которую вошли 13 историй из собраний русских народных преданий и сказок братьев Гримм, а также лучшие песни группы.
10 февраля группа «Король и Шут» отметила своё пятнадцатилетие, в очередной раз собрав многотысячные московские «Лужники», а затем и СК «Юбилейный» в Петербурге. По материалам этих концертов был смонтирован концертный клип «Марионетки». Юбилейную концертную программу группа представила в гастрольном туре по городам России, Украины, Беларуси, Молдовы, Прибалтики, Израиля.
Летом 2007 года Михаил Горшенёв вместе с бывшим участником Александром Балуновым специально для американской группы Red Elvises записал песню «Don’t Crucify Me», которая была совместно исполнена на концерте Red Elvises в Лос-Анджелесе.
Этим же летом съёмочной группой портала Наше.ру был снят видеоклип на песню «Джокер», премьера которого состоялась на большом летнем сольном концерте «Короля и Шута» в московском Зелёном театре ЦПКиО им. Горького.
В сентябре звукорежиссёр группы Павел Сажинов, занимавший свой пост более 10 лет, перешёл в состав команды в качестве клавишника. На место за пультом был приглашён молодой звукорежиссёр Денис Неволин.
Барабанщик группы Александр Щиголев в декабре 2007 года стал эндорсером компании TAMA.

### Новые горизонты (2008—2010)
2008 год приносит «Королю и Шуту» победу в 4-й премии RAMP. Телеканал A-ONE вместе с большим альтернативным сообществом определили группу победителями в номинации «Respect Рунета».
На ежегодной премии в области рок-н-ролла «Чартова дюжина. ТОП 13», организованной «Нашим радио», «Король и Шут» стали победителями в номинации «Выбор НАШЕ.ру» и выступили на торжественной церемонии «Чартовой дюжины» в московском СК «Олимпийский» в качестве одного из хедлайнеров.
Летом того же года группа в очередной раз выступила хедлайнером фестиваля «Воздух» в Карелии и отыграла сет на международном рок-фестивале «Чайка», проходившем в Киеве.
Группа «Тролль Гнёт Ель» пригласила Горшенёва принять участие в перезаписи песни «Пивоварня Ульва».
29 октября на IV Премии, вручаемой за заслуги в области музыки «Петербургский музыкант», музыканты группы «Король и Шут» получили три награды. В номинации «Лучший бас-гитарист» премии удостоился Сергей Захаров. Победителем номинации «Лучший исполнитель на смычковых инструментах» стал Дмитрий Ришко. Третью награду группа «Король и Шут» получила в номинации «Лучший видеоклип» — за видео на песню «Ром».
15 ноября 2008 года вышел десятый студийный альбом группы — «Тень клоуна» (фирма грамзаписи «Никитин»), сингл «Дагон» с которого несколько месяцев удерживал первое место «Чартовой дюжины». Презентации альбома традиционно состоялись на концертах в московских «Лужниках» и петербургском «Юбилейном». В поддержку альбома был проведён большой тур по Украине.
В завершившемся 31 декабря 2008 года голосовании, приуроченном к 10-летнему юбилею «Нашего радио», песня «Прыгну со скалы» заняла 1 место, получив звание «Лучшей песни десятилетия». Выбор из 100 песен, звучавших в течение 10 лет в эфире «Нашего радио», был сделан путём голосования радиослушателей.
В декабре на праздничном концерте в Петрозаводске, который организовало в честь своего 10-летия «Наше радио-Карелия», «Король и Шут» выступили хедлайнерами.
В 2009 году специально для трибьюта «Выход дракона», посвящённого Александру Аксенову («Объект Насмешек») и организованному Константином Кинчевым («Алиса»), Горшенёв и Князев исполнили песню «Панки грязи не боятся».
18 мая 2009 года «Король и Шут» приняли участие в международном фестивале Punk-Attack в Краснодаре, хедлайнером которого стали американские панки Anti-Flag.
Ещё в начале 2009 года ряды команды «Короля и Шута» пополнил звукорежиссёр Михаил Рахов, ранее сотрудничавший с группой [AMATORY].
31 июля в ЦПКиО им. Горького «Король и Шут» устроили концерт, сопровождавшийся видеорядом, транслировавшимся на видеостенах, установленных вдоль сцены. В роли гостя концерта выступил гитарист группы «НАИВ» Валерий Аркадин, который поддержал группу во время исполнения композиции «Мёртвый анархист». Была исполнена новая песня «Танец злобного гения».
8 августа прошёл ежегодный 5-й фестиваль «Штопор», на который группа «Король и Шут» была приглашена уже в четвёртый раз. Вместе с Балу, но уже без Маши Нефёдовой.
В октябре «Король и Шут» приняли участие в специальном проекте «Нашего радио» — «Соль», для которого подготовили две композиции: оригинальную версию русской народной песни «Коробейники» и исполненную в дуэте Горшенёва с Пелагеей народную песню «Ой, при лужку, при лужке».
Во второй половине октября 2009 года «Король и Шут» совместно с группой «Кукрыниксы» отправились в большой совместный тур по городам Украины.
Песня «Танец злобного гения», стартовавшая в «Чартовой дюжине» «Нашего радио», моментально стала лидером хит-парада, удерживая первые позиции на протяжении нескольких месяцев.
30 декабря на «Нашем радио» в радио-презентации проекта «Соль» впервые была представлена песня «Коробейники», а 31 декабря Горшенёв и Князев выступили в роли ведущих итоговой «Чартовой дюжины» за 2009 год.
В начале 2010 года «Король и Шут» выступают в качестве хедлайнеров фестиваля «Чартова дюжина — Пятница, 13» в СКК «Петербургский».
В феврале 2010 года «Король и Шут» отыграли концерт в Праге. Накануне этого события чешская радиостанция Radio Beat представила специально подготовленную программу о русском роке и творчестве группы.
7 марта на московской премии «Чартова дюжина, ТОП-13» «Король и Шут» стали одними из хедлайнеров фестиваля, впервые исполнив «вживую» песню из проекта «Соль» — «Коробейники».
В конце марта — начале апреля в Москве и Санкт-Петербурге прошли концерты, в программу которых был включён блок Unplugged, презентовавший сразу пять песен из грядущего альбома группы.
Весной «Король и Шут» отправились в большой федеральный тур «Собрание» по городам России, а летом приняли участие в нескольких масштабных фестивалях: 12 июня — на самарском фестивале «Рок над Волгой 2010»; 26 июня — на 10-м рок-фестивале «Окна открой 2010», прошедшем в СКК «Петербургский»; а 3 июля — на ежегодном байк-фесте «Берег Маугли» на Оке. На главной сцене фестиваля «Нашествие» группа впервые выступила в сопровождении симфонического оркестра «Глобалис», тогда публике были представлены песни «Фокусник» и «Воспоминания о былой любви».
2 июля в эфире программы «Чартова дюжина» состоялась премьера песни «Фокусник» из тогда ещё не записываемого нового альбома группы.
В октябре группа принимает участие в фестивалях «20 лет без КИНО» памяти Виктора Цоя, исполнив на сценах «Олимпийского» и Петербургского СКК композиции «Следи за собой» и «Мама-анархия» из репертуара группы «Кино».
11 октября группа выпустила альбом под названием «Театр демона», стиль которого музыканты определили как «арт-панк». Для записи акустических композиций были приглашены музыканты Олег «Шар» Шавкунов (группа «Аквариум») — перкуссия; Дмитрий Оганян (группа «Кукрыниксы») — виолончель; Сергей «Ангел» Давыдов — акустическая гитара; Сергей Стародубцев (группа «Кафе») — мандолина; Александр Суворов — губная гармошка; Стас Макаров — труба. В день релиза на «Нашем Радио» проходила эксклюзивная радиопрезентация «Театра демона» с комментариями Горшенёва и Князева на протяжении всего дня эфира. На один из главных хитов альбома — композицию «Фокусник» — был снят видеоклип, главную роль в котором сыграл Гоша Куценко.
С программой «Театр демона» «Король и Шут» проехали гастрольный тур по городам России. В Москве презентация альбома прошла на крупнейшей клубной площадке Arena Moscow, в Санкт-Петербурге — в ДК им. «Ленсовета». Также 27 октября группа снова поехала с некоторыми песнями из нового альбома на фестиваль «Штопор» в Америке.
В начале 2011 года стартовало продолжение гастролей «Короля и Шута» с новой программой. «Театр демона» увидели и зарубежные поклонники группы — весной состоялся тур по Украине. Группа вместе с Российским академическим молодёжным театром (РАМТ) начали работу над постановкой оперы ужасов «TODD». Музыку к спектаклю писал Михаил Горшенёв (он же — исполнитель главной роли), помогал ему брат — лидер «Кукрыниксов» Алексей Горшенёв. Режиссёр-постановщик — Александр Устюгов. Авторы либретто — Андрей Усачёв и Михаил Бартенев. Продюсер — Влад Любый.
В марте 2011 года группа «Король и Шут» на сцене РАМТ отыграла большой концерт с симфоническим оркестром. Концерту решено было дать название «Театръ Демона» — по одноимённому названию альбома группы, вышедшего в конце 2010 года.

### Уход Князева. Возвращение Ренегата. TODD (2011—2013)

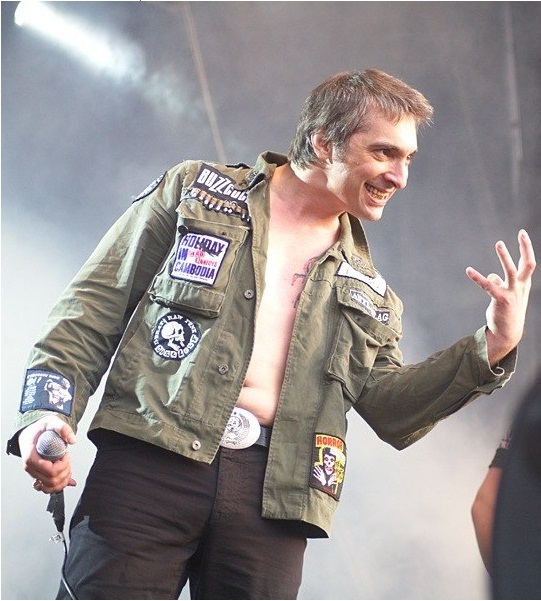
Горшок на фестивале «Доброфест» в 2011 году

В начале 2011 года группа приступила к активной работе над рок-оперой TODD, в основу сюжета которой легла легенда о серийном убийце Суини Тодде. Андрей Князев отказался участвовать в этом проекте и создал сайд-группу «КняZz», приостановив работу в «Короле и Шуте». К новой группе Князева присоединился и скрипач «Короля и Шута» Дмитрий Ришко.
В августе 2011 года после пятилетнего перерыва в «Король и Шут» вернулся участник «золотого состава» гитарист Александр «Ренегат» Леонтьев, на которого теперь также были возложены функции второго вокалиста (его вокал и ранее можно было услышать в песнях «Следи за собой», «Мёртвый анархист», «Мне насрать на моё лицо», «Исповедь вампира» и «Я устал»), взамен отсутствующего Андрея Князева. Группа отправилась в большой концертный тур с программой «Король вечного сна», основу которой составили песни из альбома «Театр демона» в электрической аранжировке. С возвращением в группу второго гитариста, Леонтьева, и отсутствием скрипки концертное звучание «Короля и Шута» заметно утяжелилось. К тому же группа перестаёт исполнять композиции, авторство музыки которых принадлежит Князеву («Прыгну со скалы», «Кукла колдуна» и другие).
8 декабря 2011 года вышел первый альбом из дилогии TODD — «Праздник крови», который был полностью основан на музыке из готовящейся зонг-оперы. Все песни на пластинке связаны между собой единым сюжетом. В записи альбома приняли участие приглашённые музыканты — Константин Кинчев, Юлия Коган, Билли Новик и другие. Текст от автора на пластинке озвучил актёр Вениамин Смехов.
16 декабря 2011 года Андрей Князев объявил о своём окончательном уходе из «Короля и Шута».
В декабре 2011 года «Король и Шут» дали два больших аншлаговых концерта в Санкт-Петербурге (клуб «Космонавт») и в Москве (Arena Moscow). Группа впервые предстала перед столичной публикой в обновлённом составе.
28 апреля 2012 года «Король и Шут» дали большой концерт во Дворце спорта «Лужники». Программой «10 лет спустя» музыканты вспомнили первые юбилейные концерты, которые группа дала в 2002 году.
24 мая 2012 года вышел второй альбом из дилогии TODD — «На краю». Группа выступает на крупных летних фестивалях, таких как «Рок над Волгой» и «Нашествие». 10 августа состоялся традиционный летний опен-эйр в Зелёном театре: группа не выходила на самую большую сцену Москвы два года подряд и впервые играла там без ушедшего Андрея Князева.
6 и 7 ноября 2012 года в «Театре киноактера» состоялись премьерные показы зонг-оперы ужасов TODD.
20 декабря группа «Король и Шут» была приглашена в программу «Вечерний Ургант», где Михаил Горшенёв в роли цирюльника Тоддa и Андрей Красноусов в роли священника исполнили фрагмент оперы.
31 декабря 2012 года в новогоднюю ночь в московском клубе «Б2» прошёл концерт группы. Были исполнены хиты группы и песни из зонг-оперы TODD с приглашёнными музыкантами.
30 января 2013 года Михаил Горшенёв в интервью «Нашему радио» рассказал о планах на запись нового альбома группы: «Наверное, летом (2013 года) мы приступим к новому альбому. И, надеюсь, это будет как всегда какое-то новое звучание. Мы хотим сделать работу над ошибками альбома „Бунт на корабле“ (2004). Тогда мы не доделали то, что хотели сделать по-настоящему, чтоб это было звучание именно настоящей западной тяжелой панк-группы, в этот раз мы хотим добиться этого результата». Однако из-за смерти Горшенёва проект остался нереализованным.
2 февраля 2013 года группа дала большой концерт в питерском ДС «Юбилейный», который был профессионально снят на видео. Как оказалось впоследствии, это было последнее сольное выступление группы с Михаилом Горшенёвым в Санкт-Петербурге. Запись этого концерта спустя год была издана на DVD «На краю. Live».
В феврале «Король и Шут» вышел в финал «Чартовой дюжины 2013» и выиграл там в двух номинациях: «лучшая группа» и «лучший солист». Весной 2013 года группа посетила с гастрольным туром Германию. В этот же период группа начинает работу над новым студийным альбомом, который по замыслу музыкантов должен был выделяться тяжёлым звучанием в духе альбома «Бунт на корабле».
После выступления группы 7 июля 2013 года на фестивале «Нашествие» было принято решение расстаться с басистом группы Сергеем Захаровым. На его место был взят Александр Куликов, группа разобрала с ним программу из 30 песен к концерту 20 июля в Зелёном театре, но так её и не сыграла.

### Смерть Михаила Горшенёва и распад группы (2013—2014)
19 июля 2013 года Михаил Горшенёв был обнаружен мёртвым в своём пригородном доме в Санкт-Петербурге. Как показало вскрытие, причиной смерти стала токсическая кардиомиопатия с развитием острой сердечной недостаточности на фоне употребления алкоголя и морфина. Горшенёв не дожил девятнадцать дней до своего 40-летия. Все последующие выступления группы были отменены.
22 июля во дворце спорта «Юбилейный» прошла церемония прощания с Михаилом Горшенёвым. Проститься с музыкантом пришло более десяти тысяч поклонников. Тело было кремировано согласно последней воле Горшенёва. Изначально прах планировали развеять, но 2 августа он был захоронен на Богословском кладбище Санкт-Петербурга.
Позже музыканты группы заявили, что решили сохранить постановку зонг-оперы «TODD».
14 августа музыканты сделали обширное заявление на официальных ресурсах группы, в котором указали, что до конца года «Король и Шут» выступит с прощальным гастрольным туром по городам России, Украины и Беларуси, посвящённым памяти Михаила Горшенёва. Последние концерты музыканты дали 27 и 28 декабря в Рязани. 31 декабря группа поздравила своих поклонников с Новым годом, объявив, что с 2014 года музыканты «Короля и Шута» продолжат выступать под новым названием «Северный Флот». Так же называется одна из песен, написанных Михаилом Горшенёвым. Как объяснили музыканты, данное название соответствует их духу и историческим корням группы. Под этим же названием будет выпущен новый полноформатный альбом, над которым они начинали работать вместе с Михаилом. Однако, в итоге альбом получил название «Всё внутри».
9 февраля 2014 года вышел в свет последний официальный релиз группы «Король и Шут»: видео-концерт «На краю. Live», презентация которого состоялась в этот же день, в клубе «Космонавт». Основой видео-работы стал большой сольный концерт коллектива, который прошёл 2 февраля 2013 года в ДС «Юбилейный».

### После распада (с 2014)

#### Песни и альбомы
В альбом «Тень клоуна» (2008) группы «Король и Шут» вошла композиция A.M.T.V., музыка которой написана Михаилом Горшенёвым. Андрей Князев написал свой вариант текста для песни на тему Отечественной войны 1812 года, однако Горшенёву он показался слишком громоздким и к тому времени Михаил уже сочинил свои стихи к этой композиции. Кроме того, на эту же тему для альбома уже была написана песня «В Париж — домой». В итоге в композиции оставили текст Горшенёва, а Андрей Князев наложил на свой вариант текста другую музыку и записал её как песню «Дезертир» для альбома «Роковой карнавал» (вышел 15 сентября 2013 года) своей группы «КняZz».
7 февраля 2014 года бывшие участники группы «Король и Шут» — Андрей Князев и его группа «КняZz» при участии Алексея Горшенёва (брата Михаила) выпустили сингл «Боль». Музыка была написана Михаилом Горшенёвым, а текст Андреем Князевым. Спустя некоторое время после выхода сингла Александром Балуновым была опубликована запись этой песни под названием «Соловьи. Утро» в исполнении «Короля и Шута».
При написании композиции «Старый дом» из альбома «Резонанс. Часть 1» (вышел 7 марта 2014 года) группы «Сплин», лидер группы Александр Васильев отталкивался от песни «КиШа» «Проклятый старый дом» из альбома «Как в старой сказке» (2001). Композиция посвящена памяти Михаила Горшенёва.
20 октября 2014 года выходит дебютный альбом «Всё внутри» группы «Северный флот», состоящей из бывших музыкантов «Короля и Шута». Часть материала, вошедшего во «Всё внутри», планировалось включить в очередной студийный альбом группы «Король и Шут», который так не был записан в связи со смертью Михаила Горшенёва. К тому времени у группы «Король и Шут» были наброски для песен «Танцуй, Король!», «Стрелы» и «Надвигается Северный флот», сочинённых Александром Леонтьевым. Над инструментальной композицией «Танцуй, Король!» группа активно работала с М. Горшенёвым, для которой тот успел придумать вокальную мелодию, на следующем альбоме «Северного флота» «Мизантропия» (2016) вышла версия композиции с текстом. Песня «Стрелы» посвящена памяти Горшенёва. 9 марта 2017 года композиции «Надвигается Северный флот» и «Стрелы» вошли в первый концертный альбом группы Live in Moscow.
С 2014 года Князев совместно с бывшим бас-гитаристом группы Балуновым начали восстанавливать архивные песни группы «Король и Шут» и выкладывать их в интернет для бесплатного доступа.
В феврале 2015 года бывшая вокалистка группы «Ленинград» Юлия Коган и Андрей Князев выпустили кавер-версию и клип на песню «Ведьма и осёл» из «Акустического альбома» (1998) «Короля и Шута». А в октябре Андрея Князев и его группа «КняZz» для своего альбома «Предвестник» выпустили предысторию песни «Джокер» «Короля и Шута» из альбома «Продавец кошмаров» (2006) — композицию «Джокер — карта судьбы» с прологом «Джокер — начало».
10 февраля 2017 года Александр Балунов выпустил песню «Смерть шута» из своего сольного альбома «Песни о любви и дружбе». Песня написана Балу ещё в середине 1990-х годов и изначально была короче и называлась «Жизнь шута», однако, в репертуар «КиШ» включена не была, поскольку Михаил Горшенёв посчитал, что на тот момент её время ещё не пришло. В итоговой записи приняли участие Андрей Князев, лидер «Наива» Александр «Чача» Иванов, лидер «Тараканов!» Дмитрий «Сид» Спирин и Илья «Марадёр» Никитин.
В мае 2018 года Андрей Князев и Александр Балунов издали сингл «Детские песни для взрослых» из трёх композиций, написанных ещё во время записи «Акустического альбома» (1998) «Короля и Шута», но ранее не записанных.
В августе 2018 году был издан концертный альбом «Концерт в Олимпийском» с видео- и аудиозаписью выступления 2003 года.
Ещё в 1994 году во время работы над первым полноформатным группы «Камнем по голове» Андрея Князев написал композицию «Разрисованный город», однако, ни в него ни в последующие альбомы «КиШа» песня не вошла и была представлена лишь спустя 25 лет 1 марта 2019 года в качестве сингла группы «КняZz».
В 2019 году вышло переиздание «Акустического альбома» на виниле Новое издание щедро дополнено бонусами, в числе которых настоящие раритеты. Начиная с 2020 года вышли бокс-сеты «Быль и Небыль»: первая часть вышла в 2020 году и включает в себя первые три альбома группы («Камнем по голове», «Будь, как дома, путник», «Будь, как дома, Путник (инструментальная версия)» и «Акустический альбом»), второй том вышел в 2022 году и включает в себя следующие три альбома («Герои и злодеи», «Как в старой сказке» и «Жаль, нет ружья») и концертный альбом «Ели мясо мужики». В каждом альбоме из данных сборников есть раритеты.
25 марта 2022 года Андрей Князев и лидер группы «Мельница» Хелависа выпустили композицию «Прекрасный старый дом» (переделка песни «Проклятый старый дом» из альбома «КиШа» «Как в старой сказке», 2001) для саундтрека мультфильма «Финник».
6 апреля 2023 вышла первая часть официального саундтрека сериала «Король и Шут». 11 песен группы «Король и Шут» перезаписаны группой «Северный флот», состоящей из бывших музыкантов «КиШа». Андрей Князев заново спел свои партии, а голос Михаила Горшенёва отреставрировали с помощью нейросети. 7 августа на перезаписанную песню «Гимн шута» из альбома «КиШа» «Как в старой сказке» (2001) вышел видеоклип в честь 50-летия со дня рождения Михаила Горшенёва. В клип вошли — кадры сериала, его съёмок и спецэпизода, а также анимация и рисунки Андрея Князева.
Вторая часть саундтрека вышла 7 августа. 7 из 11 песен сборника — кавер версии песен «КиШа», так Алексей Горшенёв исполнил треки — «Ели мясо мужики», инструментальные версии «Лесника» и «Вдовы и Горбуна», «Забытые ботинки» и «Прыгну со скалы»; группа «Кис-кис» исполнила «Ром»; версия «Прыгну со скалы» в исполнении певицы Ёлки прозвучала и в спецэпизоде сериала. Кроме того, в сборник вошёл кавер на песню «Иван Факов» с трибьюта «Я алкоголик, я анархист» (2005) группе «Бригадный подряд» в исполнении Михаила Горшенёва и песня «Утренний рассвет» в исполнении «КиШа» в версии из сериала. Оригинальный треков на сборнике всего два — «Девушка на время» от Александра Бузина и «Получай!» от группы «Огненная муха».
19 июля также вышел инструментальный альбом Алексея Горшенёва «Посвящение», представляющий собой расширенные версии композиций, прозвучащих в сериале. Альбом посвящён брату Алексея Михаилу и их отцу Юрию Михайловичу Горшенёву, которых не стало в 2013 году.
Музыкальный критик Денис Ступников для портала km.ru дал рецензии на первую часть саундтрека и инструментальный альбом.
В 2010 году группа записала песню «Мы верим в „Зенит“» для санкт-петербургского футбольного клуба «Зенит», изданную впервые только 7 августа 2023 года вместе со снятым на неё видеоклипом. В клипе снялись актёры Константин Плотников и Влад Коноплёв в образах Михаила Горшенева и Андрея Князева из сериала «Король и Шут».
15 декабря 2023 года группа «Эпидемия» выпустила кавер и клип на песню «Лесник» КиШа для вселенной «Смешариков», переработку текста песни сделал Даниил Новиков, а Михаил Черняк озвучил персонажа Пина из вселенной.

#### Концерты
19 июля 2014 года в СКК «Юбилейный» состоялся концерт памяти Михаила Горшенёва, в котором приняли участие Юлия Коган и группы Mordor, «Кукрыниксы», «НАИВ», «КняZz» и «Северный флот».
В ноябре 2017 года было объявлено, что летом 2018 года в Москве и Петербурге состоятся юбилейные концерты группы «Король и Шут», во время которых на сцену, помимо живых музыкантов, «выйдет» голограмма Михаила Горшенёва. По словам Андрея Князева, концерты будут посвящены 30-летию коллектива и 5-летию со дня смерти Михаила Горшенёва.[уточнить]
С 2021 года группа «Северный флот» при участии Алексея Горшенёва проводит концертный тур TODD, основанный на одноимённых альбомах и рок-мюзикле группы «Король и Шут».
8—13 февраля 2022 года группа «Северный флот» совместно с фондом памяти Михаила Горшенёва, возглавляемым вдовой музыканта Ольгой Шаботовой, организовали гастрольный тур, посвящённый памяти Михаила. При отборе песен музыканты ориентировались на программу концерта, так и не сыгранного в московском «Зелёном театре» летом 2013 года. 19 июля и 7 августа группы вновь провела концерты памяти музыканта.
Также 2022 году группа «Горшенёв» Алексея Горшенёва впервые провела два концерта «Песни брата» в Москве и Санкт-Петербурге, посвящённые памяти Михаила Горшенёва и состоящих из песен «КиШа». А 19 июля 2023 в день 10-летия со дня смерти Михаила по России стартовал одноимённый гастрольный тур.
На 12 ноября 2023 года в Ледовом дворце Санкт-Петербурга запланирована премьера симфонического шоу по песням группы. Затем оно состоится на крупных аренах в Екатеринбурге (18 и 19 ноября), Москве (25 ноября) и Казани (8 декабря).

#### Анимационные работы Андрея Князева
7 августа 2017 года Андрей Князев выпустил нарисованный им анимационный клип на песню «Лесник» из альбома КиШа «Будь как дома, Путник…» (1997, также известен как «Король и Шут»). Клип выполнен в стилистике оформленных Князевым альбомов «Короля и Шута», Михаил Горшенёв стал главным героем клипа.
13 января и 2 июня 2020 года Князев представил в формате видеоролика виртуальный «Музей Король и Шут» в двух частях, посвящённый творчеству группы.
7 сентября 2021 года по мотивам песни «Короля и Шута» «Проклятый старый дом» из альбома «Как в старой сказке» (2001) Андрей выпустил созданный им 3D-мультфильм «Ужасы заброшенного дома» («Тайна заброшенного дома»).
18 августа 2023 года Князев выпустил 3D анимационный клип на песню «Медведь» из альбома «Жаль, нет ружья» (2002).

#### Другие релизы и события
24 марта 2014 года вышел документальный фильм-интервью «Король Шутов» памяти Горшенёва. Андрей Князев и музыканты группы «Северный флот» отказались от участия в проекте. Однако в проекте приняли участие — мать Михаила Татьяна Ивановна Горшенёва, Алексей Горшенёв, Александр Балунов, Сергей Захаров, Илья Чёрт, Дмитрий Спирин, Константин Кинчев и другие.
19 июля 2014 года, в годовщину смерти Михаила Горшенёва, на могиле музыканта на Богословском кладбище был установлен памятник ему.
13 февраля 2014 года начался новый сезон зонг-оперы «TODD», специально для которой было решено оставить название «Король и Шут», но только для зонг-оперы. Исполнителем главной роли стал Роберт Остролуцкий.
Также в 2014 году премию Нашего радио «Чартова дюжина» в номинации «Легенда» посмертно получил солист группы Михаил Горшенёв, а 22 февраля 2023 года аналогичную премию получила сама группа. Радиостанция пояснила: «Есть личность, а есть коллектив людей. Именно этот коллектив заслужил награду в специальной номинации».
В августе 2016 года вышла книга о творческом пути группы под названием «Король и Шут. Между Купчино и Ржевкой». Автором выступил Александр Балунов, в июле 2017 вышла вторая часть дилогии — «Король и Шут. Бесконечная история». На основе книгодилогии в 2019 году была издана компиляция «Король и Шут. Как в старой сказке». Сооснователь «Короля и Шута» Андрей Князев также написал книгодилогию о группе — «Король и Шут. Старая книга» (2017) и «Король и Шут. Старая книга II. Незавершённые истории» (2018). 17 июля 2023 года было объявлено о выходе третьей книги Князева — «Сказочный мир шута», состоящей из его иллюстрационных работ.
7 августа 2017 года на видеопортале Youtube вышел короткометражный фильм «Фред», снятый по мотивам одноимённой песни из альбома «Тень клоуна» (2008). Режиссёр Антон Федотов представил его как тизер к полнометражному фильму по мотивам песен группы.
В 2023 году выпущен игровой сериал «Король и Шут», представляющий собой смесь из биографии группы и экранизаций сюжетов её песен. В роли Горшенёва — Константин Плотников, в роли Князева — Влад Коноплёв. По завершении сериала вышел документальный эпизод о его съёмках — «Король и Шут. Фильм о фильме», на который портал stebel.ru дал рецензию. А 7 августа 2023 года на экраны вышел специальный эпизод сериала — «Король и Шут: Сказка про Горшка и Князя», состоящий из смонтированных сказочных сцен сериала, а также новых сцен. В новых сценах Кочерыжка в исполнении Ильи Хвостикова выступит рассказчиком.
15 апреля 2023 года издание «Газета.ru» сообщило, что представлен документальный выпуск «Всё ещё на троне: наследие „Короля и Шута“», посвящённый группе. Интервью для выпуска дали часть команды сериала «Король и Шут» — Андрей Князев, продюсер и сценарист Игорь Гудков, режиссёр Рустам Мосафир, сыгравший «Князя» актёр Влад Коноплёв; а также музыканты Loqiemean, Sqwoz Bab и Данила Герасимов (группа «Мытищи в огне») и музыкальные журналисты Борис Барабанов и Илья Зинин. Медиапортал SRSLY отметил, что: «Герои видеоэссе обсуждают значение творчества группы и противопоставляют нелюбви критиков столпотворения фанатов; анализируют влияние мифологических песен на современную культуру и разбирают образы фронтменов группы».
28 апреля 2023 года в онлайн-кинотеатре Okko вышел первый эпизод документального фильма «Михаил Горшенёв. Легенда о Короле и Шуте», посвящённый памяти Горшенёва. 18 июля вышел второй и заключительный эпизод проекта.

## Влияние
Согласно буклету к сборнику «Собрание» и книге «Король и Шут. Самая правдивая история о самой невероятной группе», на группу повлияло творчество таких групп как «Алиса», «Кино», «Аукцыон», «Объект Насмешек», «Зоопарк», «Аквариум», «Бременские Музыканты» — Сказка, а также зарубежные команды: Sex Pistols, The Clash, Ramones, Dead Kennedys, Игги Поп, Metallica, AC/DC, Dream Theater, Нина Хаген, The Exploited, The Pogues, J.M.K.E., Pixies, The Stranglers, The Sisters of Mercy, Siouxsie and the Banchees, Дэвид Боуи, Билли Айдол, Blondie, The Cure, The Beatles, The Doors, Therapy?, Marililon, a-ha, Depeche Mode, Том Уэйтс, U2, Stray Cats, Bad Religion, NOFX, The Rolling Stones, Rollins Band, The Cranberries, The Toy Dolls, Manic Street Preachers, Foo Fighters, Green Day, The Offspring, H.I.M., Боб Марли, Том Петти, R.E.M., Faith No More, Buzzcocks, Red Hot Chili Peppeps, Bloodhound Gang и Ministry.
Согласно буклету к сборнику «Собрание», на группу также повлияли писатели Николай Гоголь, Братья Стругацкие, Михаил Булгаков, Александр Беляев, Александр Тюрин, Густав Майринк, Эдгар По, Говард Лавкрафт, Рэй Бредбери, Роберт Шекли, Гарри Гаррисон, Артур Конан Дойл, В. К. Стивенсон, Александр Дюма, Жюль Верн, Олдос Хаскли, Станислав Лем, Станислаф Гроф, Карлос Кастанеда, Александр Пушкин и многие другие.

## Дискография

### Студийные альбомы
- Камнем по голове (1996)
- Король и Шут (1997)
- Акустический альбом (1998)
- Герои и Злодеи (2000)
- Как в старой сказке (2001)
- Жаль, нет ружья (2002)
- Бунт на корабле (2004)
- Продавец кошмаров (2006)
- Тень клоуна (2008)
- Театр демона (2010)
- TODD — Акт 1. Праздник крови (2011) и Акт 2. На краю (2012)

### Концертные релизы

#### Альбомы
- Ели мясо мужики (1999)[124][125]
- Live 2000 (2000)[126]
- Живая коллекция (2001) (Концерт был записан в 1998 году)[127][128][129]
- Мёртвый анархист (2003) (Концерт был записан в 2002 году)[130][131][132]
- На краю. Live (2014) (Концерт был записан 2 февраля 2013 года)[133][134]
- Концерт в Олимпийском (2018) (был записан в 2003 году)[135]

Все перечисленные альбомы вышли в видеоформате

#### Концертные видео
- Праздник скоморох (1997)[136][137]
- Концерт на Манежной площади (1998)[138][139][140]
- Live in Kiev (2000)[141][142][143]
- Тень клоуна (2011) (снят был в 2009 году)[138][144]

### Сборники
- Собрание (2001)
- Энциклопедия российского рока (2001)[145]
- Лучшие хиты (2003)[146]
- Подарочно-коллекционное издание на 3 кассетах (2004)[147]
- MP3 коллекция (2005)[148]
- Страшные сказки (2007) (Сборник аудиосказок и песен)
- Лучшие песни (2009)[149]
- Новая антология (2009)[150]
- Быль и Небыль (бокс-сеты) — Том I (2020)[151] и Том II (2022)[152]

### Саундтреки
- сериал «Король и Шут. Официальный саундтрек. Часть 1» (2023), сборник перезаписанных песен[5]

### Синглы
Группы
- Ели мясо мужики (1998)[153]
- Проклятый старый дом (2001)
- Воспоминания о былой любви (2002)[154]
- Возвращение Колдуна (2002)[155]
- Мёртвый анархист (feat. Рикошет) (2002)
- Медведь (2002)
- Исповедь вампира (2004)[156]
- Месть Гарри (2004)[источник не указан 110 дней]
- Ром (2006)
- Марионетки (2006)
- Дагон (2008)
- Танец злобного гения (2009)[157]
- Питер рок-н-ролл (Король и Шут, Бригадный подряд, Пилот, Кукрыниксы) (2012)
- Мы верим в «Зенит» (2023)
- Танец злобного гения (ремикс Ромы Лейтенанта и Denis Bravo) (2024)[158][159]

Связанные
- Человек-загадка (2011), КняZz
- Стрелы (2013), Северный Флот
- Вперёд и вверх (2014), Северный Флот
- Боль (2014), Андрей Князев и Алексей Горшенёв
- Смерть Шута (2017), Балу, Князь, Чача, Сид и Маррадёр
- Детские песни для взрослых[160] (2018), Андрей Князев и Александр Балунов

### Раритеты
- Ранние записи[161] (Под названием «Контора») (Демо) (1989)
- Ересь (Под названием «Контора») (1990) (Демо)[162]
- Мёртвая земля (1991) (Демо) (Под названием «Король Шутов»)
- Демозаписи на компьютере ZX Spectrum[163] (1991)
- История о мёртвой женщине (Демо) (1991)[164]
- Первое электричество (EP) (1991)[165]
- В долине болот (Демо) (1992)
- Второе электричество (EP) (1992)[166]
- Акустика Андрея Князева (1991—1992)[167]
- Армейские записи Андрея Князева (1994)[168]
- Первый EP (Запись на студии клуба ''Indie'') (EP) (1994)
- Будь как дома, путник… (Магнитоальбом) (1994)[169]
- Любовь негодяя[170] (Демоальбом Князя) (1996)[171][172]
- Акустический концерт (Бутлег) (1997)
- Not Published Songs (Бутлег) (2009)[173][174]
- Редкие записи (Бутлег) (2011)[175]
- Совместки (Бутлег) (2011)[176]
- Миксы, ремиксы, инструменталы… (Бутлег) (2011)[177]
- Истинный убийца (2015) (Магнитоальбом)[178] (В 2018 был выпущен официально)[179]

### Участие в трибьютах
- «КИНОпробы. Tribute Виктор Цой» (2000)
- «Гражданская Оборона. Трибьют. Часть 2» (2003)
- «НАИВные песни» (2005)
- «Соль. Часть 2» (2010)

### Сольные альбомы
- Горшок — Я Алкоголик Анархист (2005)
- Князь — Любовь негодяя (2005)

### Видео-сборники
- Страшные истории. Томъ 1 (2003)[180]
- Продавец кошмаров (2006)[181]

### Видеоклипы
| Постановочные - 1996 — «Дурак и молния» - 1996 — «Блуждают тени» - 1996 — «Садовник» - 1996 — «Внезапная голова» - 1998 — «Ели мясо мужики» - 2001 — «Проклятый старый дом» - 2004 — «Месть Гарри» - 2006 — «Ром» и «Ром» (рабочая версия) - 2006 — «Джокер» - 2010 — «Фокусник» - 2014 — «Тринадцатая рана» (Клип был снят в 2009 году) - 2016 — «От женщин кругом голова» (Клип был снят в 1996 году) - 2017 — «Лесник (Анимационный клип)» - 2023 — «Гимн Шута» - 2023 — «Мы верим в Зенит» - 2023 — «Медведь» (анимационный клип) | Концертные - 1996 — «Лесник» - 1996 — «Камнем по голове» - 1999 — «Охотник» - 2000 — «Следи за собой» - 2002 — «Волосокрад» - 2002 — «Гимн Шута» - 2003 — «Мёртвый анархист» (Клип был снят в 2002 году) - 2007 — «Верная жена» - 2008 — «Марионетки» - 2010 — «Танец злобного гения» Связанные - 2003 — «Попса» («Рок-группа») - 2005 — «Соловьи» (Горшок) - 2011 — «Басков не козёл!» (Горшок и Коля ROTOFF (ранее — «Смысловые Галлюцинации»)) - 2013 — «Там, где ты есть» (F.P.G., Князь, Илья Чёрт, Чача Иванов) - 2013 — «Вперёд и вверх» («Северный Флот», памяти М. Горшенёва) - 2015 — «Ведьма и осёл» (Юлия Коган и Андрей Князев) - 2017 — «Я иду к тебе домой» (Балу) - 2022 — «Я остаюсь» (рок-музыканты) - 2023 — «Наваждение» («Эпидемия», официальное лирик-видео. Андрей Князев и Ростислав Колпаков) |

### Трибьюты группе
- «Король и шут. Трибьют» — двойной трибьют группе (2014)[184]
- сериал «Король и Шут. Официальный саундтрек. Часть 2», 7 треков (2023)

## Фильмы и сериалы
- 2014 — «Король Шутов»
- 2023 — «Король и Шут» (сериал)
- 2023 — «Всё ещё на троне: наследие „Короля и Шута“»
- 2023 — «Михаил Горшенёв. Легенда о Короле и Шуте»
- 2024 — «Король и Шут. Навсегда» (художественный фильм)

## Книги

### Либабова Е. А.
- 2007 — «Король и Шут… И живые споют про мертвецов» / Под ред. И. Ю. Стогова;
- 2013 — «Король и Шут. Ангелы панка.»;

### Александр Балунов
- 2016 — «Король и Шут. Между Купчино и Ржевкой»;
- 2017 — продолжение «Король и Шут. Бесконечная история»;

В 2019 году на основе книгодилогии вышла компиляция «Король и Шут. Как в старой сказке».

### Андрей Князев
- 2017 — «Король и Шут. Старая книга»;
- 2018 — «Король и Шут. Старая книга II. Незавершённые истории».
- 2023 — «Сказочный мир шута».

## Состав

### Последний состав
- Александр Щиголев (Поручик) — ударные (1988—1992, 1995—2014)
- Яков Цвиркунов (Яша) — соло-гитара, бэк-вокал (1996—2014)
- Александр Леонтьев (Ренегат) — вокал, ритм-гитара, бэк-вокал, бас-гитара (2001—2006, 2011—2014)
- Павел Сажинов (Паша) — звукорежиссёр (1997—2007), клавишные (1998, 2007—2014)
- Александр Куликов — бас-гитара (2013—2014)

### Бывшие участники
- Михаил Горшенёв (Горшок) — вокал, музыка, тексты (1988—2013; его смерть)
- Андрей Князев (Князь) — вокал, музыка, тексты (1989—1993, 1995—2011)
- Сергей Захаров (Захар) — бас-гитара (2006—2013)
- Дмитрий Ришко (Casper) — скрипка, бэк-вокал (2006—2011)
- Александр Балунов (Балу) — гитара (1988—1996), вокал (1993—1995), бас-гитара, бэк-вокал (1996—2006)
- Мария Нефёдова (Маша) — скрипка (1998—2004)
- Александр «Шурик» Васильев (Вася) — бас-гитара (1989—1990)
- Дмитрий Рябченко (Рябчик) — бас-гитара, бэк-вокал[185] (1990—1995)
- Григорий Кузьмин (Гриша) — бас-гитара (1993—1996)
- Алексей Горшенёв (Ягода) — ударные (1992—1994), музыка (2011—2012)

### Сессионные участники
- Пётр Васильев (Петя) — соло-гитара (1995)
- Дмитрий Кандауров (Колбаса) — бас-гитара (2006)
- Валерий Аркадин — ритм-гитара (2009), гитара, аранжировки (2011—2013)

### Временная шкала
Схема охватывает период 01.01.1988 — 01.01.2014

## Награды
- Премия «Кактус» 1994 — учреждена клубом «10», как Лучшая панк-группа года.
- Премия «Лучший альбом 1996 года» — за альбом «Камнем по голове»
- Премия «Лучшая песня 2000 года» за песню «Прыгну со скалы» по итогам голосования итоговой «Чартовой дюжины» 2000 года на Нашем радио.
- Премия «Лучшая группа 2001 года» по версии журнала «Fuzz»
- Премия «Поборол!» от «Нашего Радио» в номинации «Выбор слушателей» — 2002 год
- Премия «Овация» в номинации «Лучшая рок-группа» — 2002 год
- Награждение лучшему второму вокалисту Андрею Князеву — 2002 год
- Премия лучшая рок-группа 2003 года по версии Нашего радио
- Премия лучший вокалист 2002—2003 — Михаил Горшенев
- Премия лучший бас-гитарист 2002—2003 — Александр Балунов.
- Премия «Лучшая песня 2006 года» за песню «Марионетки» по итогам голосования итоговой «Чартовой дюжины» 2006 года на Нашем радио.
- Премия «Выбор интернета», Чартова дюжина — 2008 год
- Премия «Лучший клип 2008» по версии журнала «Fuzz» за клип «Ром»
- Премия Rock Alternative Music Prize (RAMP) в номинации «Respect Ruнета» — 2008 год
- Премия «Лучшая песня десятилетия» по версии «Нашего Радио» за песню «Прыгну со скалы»
- Премия «Лучший бас-гитарист 2007—2008» — удостоился Сергей Захаров, по версии журнала «Петербургский музыкант».
- Премия «Лучший исполнитель на смычковых инструментах 2007—2008» — Дмитрий «Каспер» Ришко, по версии журнала «Петербургский музыкант».
- Премия «Лучший видеоклип 2007—2008» — за видео на песню «Ром», по версии журнала «Петербургский музыкант».
- Премия «Лучший альбом 2010 года» за альбом «Театр демона» от портала «Musecube.ru»[186]
- Премия «Лучшая песня 2010 года» за песню «Танец злобного гения» по итогам голосования итоговой «Чартовой дюжины» 2010 года на Нашем радио.
- Премия «Лучшая группа» по результатам голосования итоговой «Чартовой дюжины» 2013 на Нашем радио.
- Премия «Лучший вокалист» (Михаил Горшенев) по результатам голосования итоговой «Чартовой дюжины» 2013 года на Нашем радио.
- Премия «Лучшая песня НАШЕго радио» за песню «Лесник»[187]
- Премия «За вклад в развитие хоррора» группе «Король и Шут» от журнала «Мир фантастики» в начале 2014 года.
- Премия «Легенда» Михаилу Горшеневу от «Нашего Радио» в 2014 году (посмертно)[188].
- Премия «Легенда» группе «Король и Шут» от «Нашего Радио» в 2023 году.